# Śmiarowski
Śmiarowski – polskie nazwisko.

## Historia
Nazwisko pochodzi prawdopodobnie od miejscowości Śmiarowo w parafii Mały Płock.
Była to szlachta, najczęściej szlachta zaściankowa, pieczętująca się herbem Rawicz, zasiedlająca wiele okolicznych wsi
"Regestr Diecezjów" Franciszka Czaykowskiego podaje iż na przełomie 1783-1784 roku Śmiarowscy zasiedlali następujące zaścianki Ziemi Wiskiej:
- Kiełcze Stare parafia Lachowo
- Olszewo parafia Romany
- Mściwoje parafia Mały Płock
- Śmiarowo parafia Mały Płock
- Wąski parafia Mały Płock
- Mieczki parafia Przytuły

W latach 1836 – 1862, podczas przeprowadzonego przez Heraldię Królestwa Polskiego spisu szlachty, szlachectwem wylegitymowali się następujący przedstawiciele rodziny Śmiarowskich:
Wylegitymowani w 1837 roku
- Antoni Śmiarowski
- Franciszek Śmiarowski
- Mateusz Śmiarowski

Wylegitymowani w 1843 roku
- Mikołaj Śmiarowski

Wylegitymowani w 1844 roku
- Antoni Śmiarowski
- Stanisław Śmiarowski
- Szymon Śmiarowski

Wylegitymowani w 1845 roku
- Antoni Śmiarowski
- Franciszek Śmiarowski
- Jan Śmiarowski
- Stanisław Śmiarowski
- Wincenty Śmiarowski

Wylegitymowani w 1850 roku
- Joachim Śmiarowski
- Kazimierz Śmiarowski

## Współcześnie
Obecnie mieszka w Polsce około 760 osób noszących nazwisko Śmiarowski

## Znani
W historii zostali odnotowani między innymi:
- Maciej Śmiarowski odnotowany w 1677 roku właściciel Śmiarowa i Żarnowca
- Mateusz Śmiarowski odnotowany w 1677 roku właściciel Śmiarowa i Żarnowca
- Marian Śmiarowski (1842 – 1907) prawnik, łomżyński działacz społeczny